# Вальверде (Сицилия)

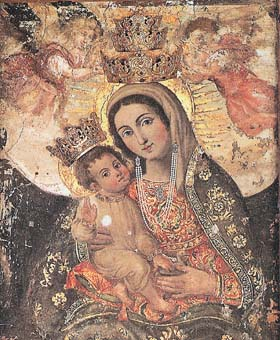
L'icona di Maria Santissima di Valverde, nel santuario

Вальверде (итал. Valverde) — коммуна в Италии, располагается в регионе Сицилия, в провинции Катания.
Население составляет 7573 человека (2008 г.), плотность населения составляет 1449 чел./км². Занимает площадь 5 км². Почтовый индекс — 95028. Телефонный код — 095.
Покровительницей коммуны почитается Пресвятая Богородица (Maria Santissima di Valverde), празднование в последнее воскресение августа.

## Демография
Динамика населения:

## Администрация коммуны
- Официальный сайт: https://web.archive.org/web/20100417163557/http://www.comune.valverde.ct-egov.it/